# 阿爾戈希爾卡山
9°50′06″S 76°58′31″W / 9.83500°S 76.97528°W
阿爾戈希爾卡山（Allgojirca），是秘魯的山峰，位於該國北部安卡什大區，由博洛涅西省的瓦良卡區負責管轄，屬於安地斯山脈的一部分，海拔高度4,400米。